# Ginger Rogers
Ginger Rogers   (Independence, 16 de juliol de 1911 - Rancho Mirage, 25 d'abril de 1995) fou una actriu, ballarina i cantant estatunidenca i guanyadora d'un Oscar a la millor actriu. En els seus 35 anys de carrera, va fer un total de 73 pel·lícules, encara que els seus papers més recordats van ser els que va fer al costat de Fred Astaire en una sèrie de deu pel·lícules musicals, que van revolucionar el concepte del musical modern. Actriu i ballarina d'ulls blaus i cabell daurat, molt versàtil perquè tant podia interpretar drama com comèdia.
La seva mare de fort caràcter influiria enormement en la seva carrera, i l'impulsaria a participar en projectes escènics com els vodevils i actuacions musicals i teatrals. Després arriba Broadway i debuta amb Top Speed, l'èxit és tan gran que directament ja comença a treballar al cinema a Hollywood on representaria sobretot un personatge amb una imatge de noia informal. L'oportunitat de treballar a l'estudi RKO serà un punt clau en la seva vida professional, és allà on comença a treballar amb Fred Astaire i junts farien el duet cinematogràfic més famós de tots els temps. Es va casar cinc vegades.
Entre la seva nombrosa filmografia cal destacar: The Gay Divorcee (1934), Barret de copa (1935), La història de Vernon i Irene Castle (1939), La noia de la Cinquena Avinguda (1939), Miratge d'amor (1940), que li valgué l'Oscar d'interpretació, El superior i la menor (1942) i Em sento rejovenir (1952). Es retirà el 1969.

## Biografia
Virginia Katherine McMath va néixer el 16 de juliol de 1911, a Independence, Missouri. Era filla única de Lela Emogene (nascuda Owens; 1891–1977), periodista, guionista i productora de pel·lícules i de William Eddins McMath (1880-1925), un enginyer elèctric.:9, 10:16 Era d'ascendència escocesa, galesa i anglesa. La seva mare va tenir el part a casa, després d'haver perdut un fill anterior en un hospital.:11 Els seus pares es van separar poc després de néixer.:1, 2, 11
Els seus avis, Wilma Saphrona (nascuda Ball) i Walter Winfield Owens, vivien a prop de Kansas City.:3 Després d'intentar reunir la seva família, McMath va segrestar dues vegades la seva filla i finalment la seva mare es va divorciar poc després.:7, 15 Ginger Rogers va explicar que mai va tornar a veure el seu pare.:15 El 1915, Rogers va anar a viure amb els seus avis mentre la seva mare feia un viatge a Hollywood ja que havia escrit un assaig per a una pel·lícula.:19 Lela va tenir èxit i va continuar escrivint guions per a Fox Studios.:26–29
Quan tenia nou anys, la seva mare es va tornar a casar, amb John Logan Rogers. Ginger va agafar el cognom Rogers, tot i que mai va ser adoptada legalment. Vivien a Fort Worth. La seva mare es va convertir en una crític de teatre per a un diari local, el Fort Worth Record. Ginger Rogers va estudiar però no es va arribar a graduar a la Fort Worth's Central High School. Quan era adolescent, Rogers somniava en convertir-se en professora de l'escola. Però amb l'interès de la seva mare per Hollywood i el teatre, va augmentar el seu interès per al teatre. Mentre esperava la seva mare en el Majestic Theatre, va començar a cantar i ballar juntament amb els intèrprets a l'escenari.

### Vodevil i Broadway
La carrera de Rogers va començar quan la companyia de vodevil d'Eddie Foy va arribar a Fort Worth i va necessitar una artista urgentment. El 1925, la jove de 14 anys va participar i va guanyar un concurs de dansa de charleston, i el premi li va permetre actuar durant sis mesos com a Ginger Rogers i els Redheads al Circuit Orpheum. El 1926, durant 18 mesos, va actuar en un teatre anomenat The Craterian, a Medford, Oregon. Aquest teatre va homenatjar-la anys després canviant el seu nom al teatre Craterian Ginger Rogers. Quan el film de M.G.M The Barrier es va estrenar a San Bernardino, Califòrnia el febrer de 1926, va actuar el vodevil de Rogers. El diari local va comentar que "la petita i intel·ligent Ginger Rogers va mostrar perquè va guanyar el campionat estatal de Texas com a ballarina de charleston".
Als 17 anys, Ginger Rogers es va casar amb Jack Culpepper, un cantant, ballarí, còmic i artista que tenia el nom artístic de Jack Pepper; ella el coneixia de quan era petita, ja que era el xicot de la seva cosina. Van formar un número doble de vodevil de curta durada conegut com a "Ginger and Pepper". El matrimoni va acabar al cap d'uns mesos i ella va tornar a fer una gira amb la seva mare. Quan la gira va arribar a la ciutat de Nova York, es va quedar a la ciutat on va aconseguint feines com a cantant a la ràdio i després va debutar a Broadway al musical Top Speed, que es va estrenar el dia de Nadal de 1929.

### El cinema
Els primers papers de Ginger Rogers van ser tres curtmetratges realitzats el 1929: Night in the Dormitory, A Day of a Man of Affairs i Campus Sweethearts. El 1930, Paramount Pictures la va fer un contracte de set anys. Però després de cinc pel·lícules a Astoria, a Queens, va rescindir el contracte i es va traslladar amb la seva mare a Hollywood. Quan va arribar a Califòrnia, va signar un contratce per fer tres pel·lícules amb Pathé Exchange. Dues d'elles foren Suicide Fleet (1931) i Carnival Boat (1932) en què va actuar amb de la futura estrella de Hopalong Cassidy, William Boyd. Rogers també va realitzar llargmetratges per a Warner Bros., Monogram i Fox el 1932, i va ser nomenada una de les 15 estrelles de les WAMPAS Baby Stars. Després es va traslladar als estudis RKO, on va ser contractada i va començar a treballar a Flying Down To Rio, una pel·lícula protagonitzada per Dolores del Río i Gene Raymond, però aviat va passar a ser liderada per Rogers i l'estrella de Broadway, Fred Astaire.

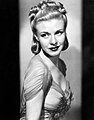
Ginger Rogers el 1937

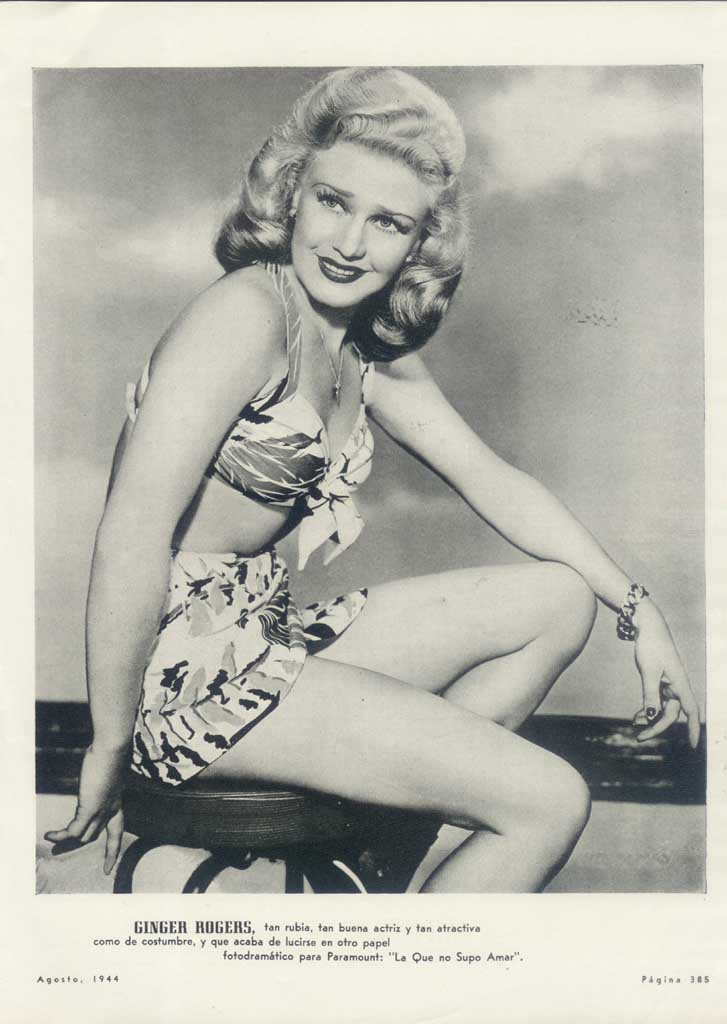
Foto publicitària del 1944

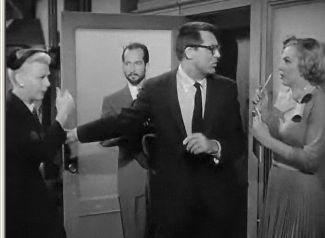
Ginger Rogers amb Cary Grant i Marilyn Monroe a Monkey Business (1952)

Ginger Rogers és molt coneguda per la seva col·laboració amb Fred Astaire. Junts, des del 1933 al 1939, van realitzar nou pel·lícules musicals amb RKO: Flying Down to Rio (1933), The Gay Divorcee (1934), Roberta (1935), Top Hat (1935), Follow the Fleet (1936), En ales de la dansa (1936), Shall We Dance (1937), Amanda (1938) i La història de Vernon i Irene Castle (1939). The Barkleys of Broadway (1949) es va produir més tard amb MGM. Van revolucionar el musical de Hollywood, introduint rutines de dansa molt elegants i un virtuosisme sense precedents, amb grans cançons especialment compostes per a ells pels més grans compositors del moment com, per exemple, Cole Porter. Tant abans com després de la seva col·laboració amb Fred Astaire, Ginger Rogers va protagonitzar diverses pel·lícules no musicals amb èxit. Dames de teatre (1937) va demostrar la seva capacitat dramàtica, com una noia inquieta i vulnerable davant Katharine Hepburn. Altres comèdies d'èxit són Intrigues femenines (1938) amb James Stewart, La noia de la Cinquena Avinguda (1939) amb Walter Connolly i Mare per força (1939), amb David Niven.
El 1941 Rogers va guanyar l'Oscar a la millor actriu pel seu paper a Miratge d'amor (Kitty Foyle). Va tenir un èxit considerable durant els primers anys quaranta i va ser l'actriu més important de RKO durant aquest període. Altres pel·lícules dels 40 són Camí de roses (1940), dirigida per Gregory La Cava, Tom, Dick i Harry –una comèdia de 1941 en què somia casar-se amb tres homes diferents–, I'll Be See You (1944), amb Joseph Cotten i el primer llargmetratge a Hollywood de Billy Wilder, The Major and the Minor (1942). Després d'aconseguir la llibertat contractual, Rogers va fer pel·lícules de gran èxit amb altres estudis a mitjans dels anys 40, incloses Tender Comrade (1943), Lady in the Dark (1944), i Week-End al Waldorf (1945), i es van convertir en l'actriu més ben pagada de Hollywood. No obstant això, al final de la dècada, la seva carrera cinematogràfica havia assolit el punt àlgid. El 1949, Arthur Freed la va reunir amb Fred Astaire un altre cop a The Barkleys de Broadway, quan Judy Garland no va poder assumir el paper.
La seva carrera cinematogràfica va entrar en un període de baixada gradual durant la dècada dels 50, ja que els papers per a actrius més grans eren més difícils d'obtenir, però encara va realitzar algunes bones pel·lícules, com Storm Warning (1950) amb Ronald Reagan i Doris Day. El 1952, va protagonitzar dues comèdies amb Marilyn Monroe, Monkey Business amb Cary Grant, dirigida per Howard Hawks, i We're Not Married!. També a Dreamboat al costat de Clifton Webb, com la seva dona, i a Tight Spot (1955), un thriller de misteri, amb Edward G. Robinson. Després d'una sèrie de pel·lícules poc rellevants, el 1965 va obtenir un gran èxit popular a Broadway, interpretant a Dolly Levi al llargmetratge Hello, Dolly!.

### Vida personal
Rogers, filla única, va mantenir una estreta relació amb la seva mare, Lela Rogers, al llarg de la seva vida. Ambdues eren públicament conservadores. Lela, és una de les fundadores el 1944 de la Motion Picture Alliance for the Preservation of American Ideals (MPAPAI, also MPA), una organització de membres de la indústria cinematogràfica de Hollywood molt conservadors, que defensaven la indústria cinematogràfica, i el país en general, en contra de la infiltració comunista i feixista.
Ginger Rogers es va casar cinc vegades. El 29 de març de 1929, per primera vegada als 17 anys, amb la seva parella de ball Jack Pepper (nom real Edward Jackson Culpepper); es van divorciar el 1931, tot i estar separats ja poc després del casament. Va ser parella del director Mervyn LeRoy el 1932, però es van separar tot i que van mantenir l'amistat fins a la seva mort el 1987. El 1934 es va casar amb l'actor Lew Ayres (1908–96) del que es va divorciar set anys després. El 1943, es va casar amb el seu tercer marit, l'actor Jack Briggs que durant la Segona Guerra Mundial s'enrolà com a marine dels Estats Units i va abandonar la carrera d'actor; se separaren el 1949. El 1953, es va casar amb Jacques Bergerac, 16 anys més jove que va conèixer en un viatge a París; era un advocat francès però va venir a Hollywood amb ella i es va convertir en actor; es van divorciar el 1957. El seu cinquè i últim marit va ser el director i productor William Marshall; es van casar el 1961 i es van divorciar el 1969, després del problemes amb l'alcohol i un col·lapse financer.
Rogers va ser molt amiga de Lucille Ball i Bette Davis. Pertanyia a la Ciència Cristiana, una religió fundada per Mary Baker Eddy; durant la seva carrera, va donar molta importància a la seva fe. La seva mare, Lela, va morir el 1977. Ginger Rogers va romandre al 4-Rs (Rogers 'Rogue River Ranch) fins al 1990, quan va vendre la propietat i es va traslladar a viure a prop de Medford, Oregon. Va fer la seva última aparició pública el 18 de març de 1995, quan va rebre el premi World Heritage Center (WIC) Living Legacy Award. Passava els hiverns a Rancho Mirage i els estius a Medford, Oregon. Va morir a la seva llar de Rancho Mirage el 25 d'abril de 1995, a l'edat de 83 per causes naturals. Va ser incinerada i les seves cendres van quedar depositades al cementiri de Oakwood Memorial Park, a Chatsworth (Califòrnia), amb les restes de la seva mare.

## Filmografia
| Any  | Títol original                       | Títol                                | Director                          | Notes |
| ---- | ------------------------------------ | ------------------------------------ | --------------------------------- | --- |
| 1930 | Young Man of Manhattan               |                                      | Monta Bell                        | La frase, "Cigarette me, big boy" va esdevenir un lema popular durant la dècada de 1930 després que el públic va escoltar Ginger Rogers repetir-lo durant tota la pel·lícula. |
| 1930 | Queen High                           |                                      | Fred Newmeyer                     | |
| 1930 | The Sap from Syracuse                |                                      | A. Edward Sutherland              | |
| 1930 | Follow the Leader                    |                                      | Norman Taurog                     | |
| 1931 | Honor Among Lovers                   |                                      | Dorothy Arzner                    | |
| 1931 | The Tip Off                          |                                      | Albert Rogell                     | |
| 1931 | Suicide Fleet                        |                                      | Albert Rogell                     | |
| 1932 | Carnival Boat                        |                                      | Albert Rogell                     | |
| 1932 | The Tenderfoot                       |                                      | Ray Enright                       | |
| 1932 | The Thirteenth Guest                 |                                      | Albert Ray                        | |
| 1932 | Hat Check Girl                       |                                      | Sidney Lanfield                   | |
| 1932 | You Said a Mouthful                  |                                      | Lloyd Bacon                       | |
| 1933 | 42nd Street                          | El carrer 42                         | Lloyd Bacon                       | |
| 1933 | Broadway Bad                         |                                      | Sidney Lanfield                   | |
| 1933 | Gold Diggers of 1933                 |                                      | Mervyn LeRoy                      | |
| 1933 | Professional Sweetheart              |                                      | William A. Seiter                 | |
| 1933 | A Shriek in the Night                |                                      | Albert Ray                        | |
| 1933 | Don't Bet on Love                    |                                      | Murray Roth                       | Ginger Rogers i Lew Ayres van estar casats set anys a partir d'aquesta pel·lícula. |
| 1933 | Sitting Pretty                       |                                      | Harry Joe Brown                   | |
| 1933 | Flying Down to Rio                   | Volant cap a Rio de Janeiro          | Thornton Freeland                 | La primera de la parella Astaire-Rogers. Aquesta és l'única pel·lícula en què Ginger Rogers va cobrar més que Fred Astaire. |
| 1933 | Chance at Heaven                     |                                      | William A. Seiter                 | |
| 1934 | Rafter Romance                       |                                      | William A. Seiter                 | |
| 1934 | Finishing School                     |                                      | Wanda Tuchock and George Nicholas | |
| 1934 | Twenty Million Sweethearts           |                                      | Ray Enright                       | |
| 1934 | Change of Heart                      |                                      | John G. Blystone                  | |
| 1934 | Upperworld                           |                                      | Roy Del Ruth                      | |
| 1934 | The Gay Divorcee                     | L'alegre divorciada                  | Mark Sandrich                     | |
| 1934 | Romance in Manhattan                 |                                      | Stephen Roberts                   | |
| 1935 | Roberta                              |                                      | William A. Seiter                 | Lucille Ball té una aparició sense acreditar com a model. |
| 1935 | Star of Midnight                     |                                      | Stephen Roberts                   | |
| 1935 | Top Hat                              | Barret de copa                       | Mark Sandrich                     | |
| 1935 | In Person                            |                                      | William A. Seiter                 | |
| 1936 | Follow the Fleet                     | Seguim la flota                      | Mark Sandrich                     | |
| 1936 | Swing Time                           | En ales de la dansa                  | George Stevens                    | |
| 1937 | Shall We Dance                       | Ritme boig                           | Mark Sandrich                     | |
| 1937 | Stage Door                           | Dames de teatre                      | Gregory La Cava                   | |
| 1938 | Having Wonderful Time                |                                      | Alfred Santell                    | |
| 1938 | Vivacious Lady                       | Intrigues femenines                  | George Stevens                    | |
| 1938 | Carefree                             | Amanda                               | Mark Sandrich                     | |
| 1939 | The Story of Vernon and Irene Castle | La història de Vernon i Irene Castle | H. C. Potter                      | |
| 1939 | Bachelor Mother                      | Mare per força                       | Garson Kanin                      | |
| 1939 | Fifth Avenue Girl                    | La noia de la Cinquena Avinguda      | Gregory La Cava                   | |
| 1940 | The Primrose Path                    | Camí de roses                        | Gregory La Cava                   | |
| 1940 | Lucky Partners                       | Units per la fortuna                 | Lewis Milestone                   | |
| 1940 | Kitty Foyle                          | Miratge d'amor                       | Sam Wood                          | Ginger Rogers va guanyar l'Oscar a la millor actriu el primer any que l'Acadèmia no anuncià els guanyadors abans de la cerimònia. Va vèncer a Bette Davis, Joan Fontaine, Martha Scott i Katharine Hepburn. |
| 1942 | Tom, Dick, and Harry                 | Tom, Dick i Harry                    | Garson Kanin                      | |
| 1942 | Roxie Hart                           |                                      | William A. Wellman                | |
| 1942 | Tales of Manhattan                   |                                      | Julien Duvivier                   | |
| 1942 | The Major and the Minor              | El superior i la menor               | Billy Wilder                      | Prop del final de la pel·lícula, la seva mare a la vida real, Lela Rogers, va interpretar la mare del seu personatge. |
| 1942 | Once Upon a Honeymoon                | Lluna de mel                         | Leo McCarey                       | |
| 1943 | Tender Comrade                       | Company de la meva vida              | Edward Dmytryk                    | |
| 1944 | Lady in the Dark                     |                                      | Mitchell Leisen                   | |
| 1944 | I'll Be Seeing You                   |                                      | William Dieterle                  | |
| 1945 | Week-End at the Waldorf              |                                      | Robert Z. Leonard                 | Remake del film de 1932 Grand Hotel retratant la ballarina que va interpretar Greta Garbo per primera vegada. |
| 1946 | Heartbeat                            |                                      | Sam Wood                          | |
| 1946 | Magnificent Doll                     | La primera dama                      | Frank Borzage                     | |
| 1947 | It Had to Be You                     |                                      | Don Hartman and Rudolph Mate      | |
| 1949 | The Barkleys of Broadway             |                                      | Charles Walters                   | Originalment el paper de Rogers era per Judy Garland que havia participat recentment en el reeixit musical Easter Parade amb Astaire. Però va haver d'abandonar el projecte a causa de les drogues i Rogers fou escollida a última hora. Aquesta és l'única pel·lícula Astaire-Rogers no produïda per la RKO i filmada en color. |
| 1950 | Perfect Strangers                    |                                      | Bretaigne Windust                 | |
| 1950 | Storm Warning                        |                                      | Stuart Heisler                    | |
| 1951 | The Groom Wore Spurs                 |                                      | Richard Whorf                     | |
| 1952 | We're Not Married                    |                                      | Edmund Goulding                   | |
| 1952 | Monkey Business                      | Em sento rejovenir                   | Howard Hawks                      | |
| 1952 | Dreamboat                            |                                      | Claude Binyon                     | |
| 1953 | Forever Female                       |                                      | Irving Rapper                     | |
| 1954 | Black Widow                          |                                      | Nunnally Johnson                  | |
| 1954 | Twist of Fate                        |                                      | David Miller                      | Va ser rodada a Anglaterra com "Beautiful Stranger." El marit de Rogers en aquell moment, Jacques Bergerac, hi apareix. |
| 1955 | Tight Spot                           |                                      | Phil Karlson                      | |
| 1956 | The First Traveling Saleslady        |                                      | Arthur Lubin                      | |
| 1956 | Teenage Rebel                        |                                      | Edmund Goulding                   | |
| 1957 | Oh! Men, Oh! Women                   |                                      | Nunnally Johnson                  | |
| 1965 | The Confession                       |                                      | William Dieterle                  | També coneguda com "Quick, Let's Get Married." |
| 1965 | Harlow                               |                                      | Alex Segal                        | |